# Jiayu
Jiayu  (en chino, 嘉鱼; pinyin, Jiāyú (escuchar)ⓘ) es un condado  bajo la administración directa de la Prefectura Xianning en la Provincia de Hubei, República Popular China.  Su área es de 1010 km² y su población total para 2010 superó los 300 mil habitantes. 

## Administración
Desde octubre de 2022, el  Condado Jiayu  se divide en 8 pueblos administrados en poblados.

## Toponimia
El topónimo Jiayu [/chiá-yi/] significa "peces felices". En el año 280 AD, durante la dinastía Jin Occidental, se estableció Shayang (沙阳县). Posteriormente, en el año 953, durante 
dinastía Tang del Sur, se renombró como Jiayu, inspirándose en el Libro de las Odas (诗经), específicamente en un verso del poema "los peces felices del sur" (南有嘉鱼) que dice; 
"En el sur hay peces felices, nadando libres en el agua. El señor tiene vino, y con sus honorables invitados celebra con alegría."